# Енгуленкур
Енгуленкур (фр. Aingoulaincourt) насеље је и општина у североисточној Француској у региону Шампања-Ардени, у департману Горња Марна која припада префектури Сен Дизје.
По подацима из 2011. године у општини је живело 13 становника, а густина насељености је износила 2,55 становника/km². Општина се простире на површини од 5,1 km². Налази се на средњој надморској висини од 325 метара.

## Демографија
| 1962. | 1968. | 1975. | 1982. | 1990. | 1999. | 2011. |
| ----- | ----- | ----- | ----- | ----- | ----- | ----- |
| 15    | 20    | 18    | 17    | 17    | 10    | 13    |

График промене броја становника у току последњих година